# Церква Воскресіння Христового (Жукотин)
Церква Воскресіння Христового — чинна дерев'яна церква, пам'ятка архітектури місцевого значення, у селі Жукотин на Коломийщині. Парафія належить до Отинійського благочиння Коломийської єпархії ПЦУ. Престольне свято — 14 жовтня.

## Розташування
Церква знаходиться в центрі села, з півдня від головної дороги, на пагорбі.

## Історія
У другій половині XVII ст. в селі вже була церква. На мапі 1783 року, на місці сучасної церкви, також показано храм.

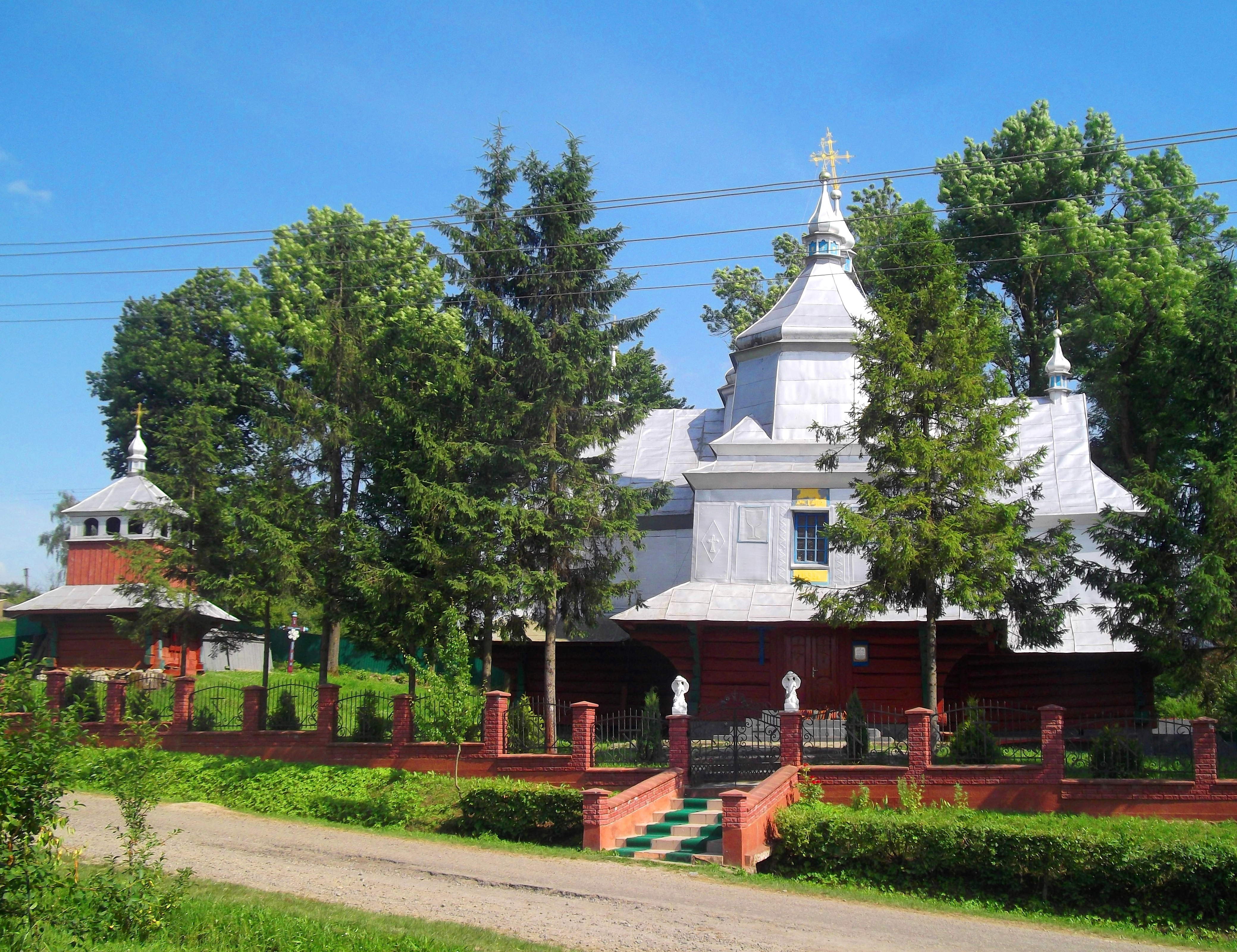

Сучасну церкву збудовано та освячено у 1845 році. Була парафіяльною. У 1939 році церква була добудована і відтоді вона має незмінний зовнішній вигляд.
У 1991—1992 роках було здійснено внутрішні розписи церкви. На прицерковній території збереглися старі кам'яні хрести.
За весь час існування церква була чинною.

## Архітектура
Церква дерев'яна, тризрубна трихверха. Вівтар з прибудованими ризницями орієнтований до південного сходу. Прибудованого присінку нема.
Стіни над опасанням та восьмериком під бляхою.
Дерев'яна двоярусна дзвіниця стоїть з південного сходу від церкви.

## Парохи
- о. Іван Савицький (1831—1832)
- о. Микола Яворський (1835—1838)
- о. Омельян Зварич (1838—1841)
- о. Григорій Боднар (1841—1849)
- о. Сиверин Колянківський (1849—1850)
- о. Фелікс Білинський (1850—1863)
- о. Теофіл Данилович (1863—1875)
- о. Іван Терлецький (1867—1875)
- о. Микола Сов'яковський (1875—1876)
- о. Микола Волошинський (1876—1889)
- о. Лука Корвацький (1889—1890)
- о. Володимир Лукашевич (1890—1900)
- о. Лазар Боднарук (1900—1901)
- о. Михайло Романовський (1901—1909)
- о. Олексій Луців (1909—1911)
- о. Михайло Романовський (1911—1919)
- о. Володимир Левицький (1919—1926)
- о. Володимир Левицький (1926—1934)
- о. Юліан Ставничий (1934—1935)
- о. Теофіл-Тарас Турчанович (1935—1936)
- о. Василь Пугач (1937—1938)
- о. Яків Дутчак (1938—1947)
- о. Богдан Лесюк (1979—1988)
- о. Степан Гушуляк (1986—1988)
- о. Володимир Липко (1988—1992)
- о. Микола Гринюк (1992)
- о. Роман Жигалюк (1992—1997)
- о. Мирослав Гулик (1997—1998)
- о. Василь Мізюк (з 1999)

## Світлини

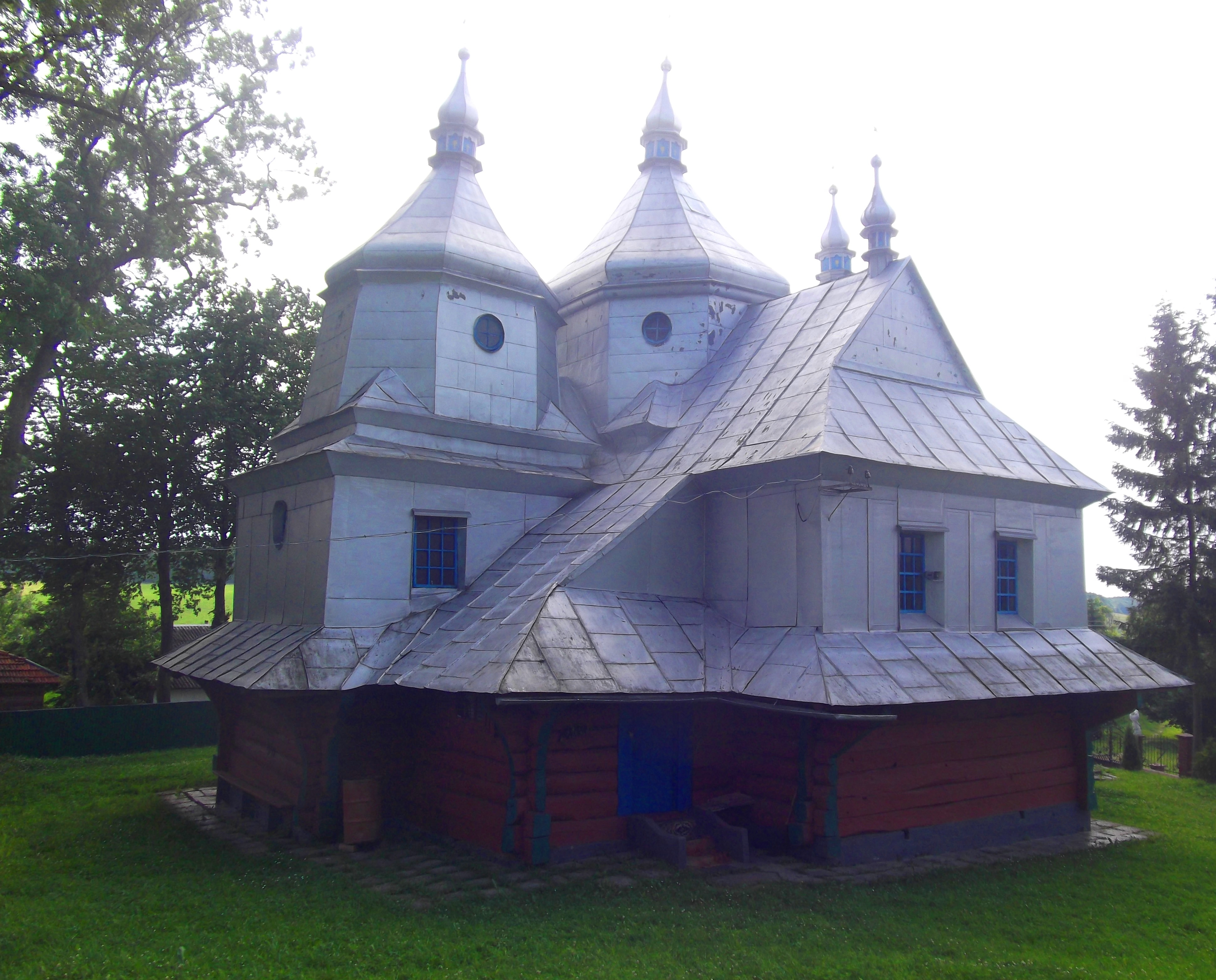
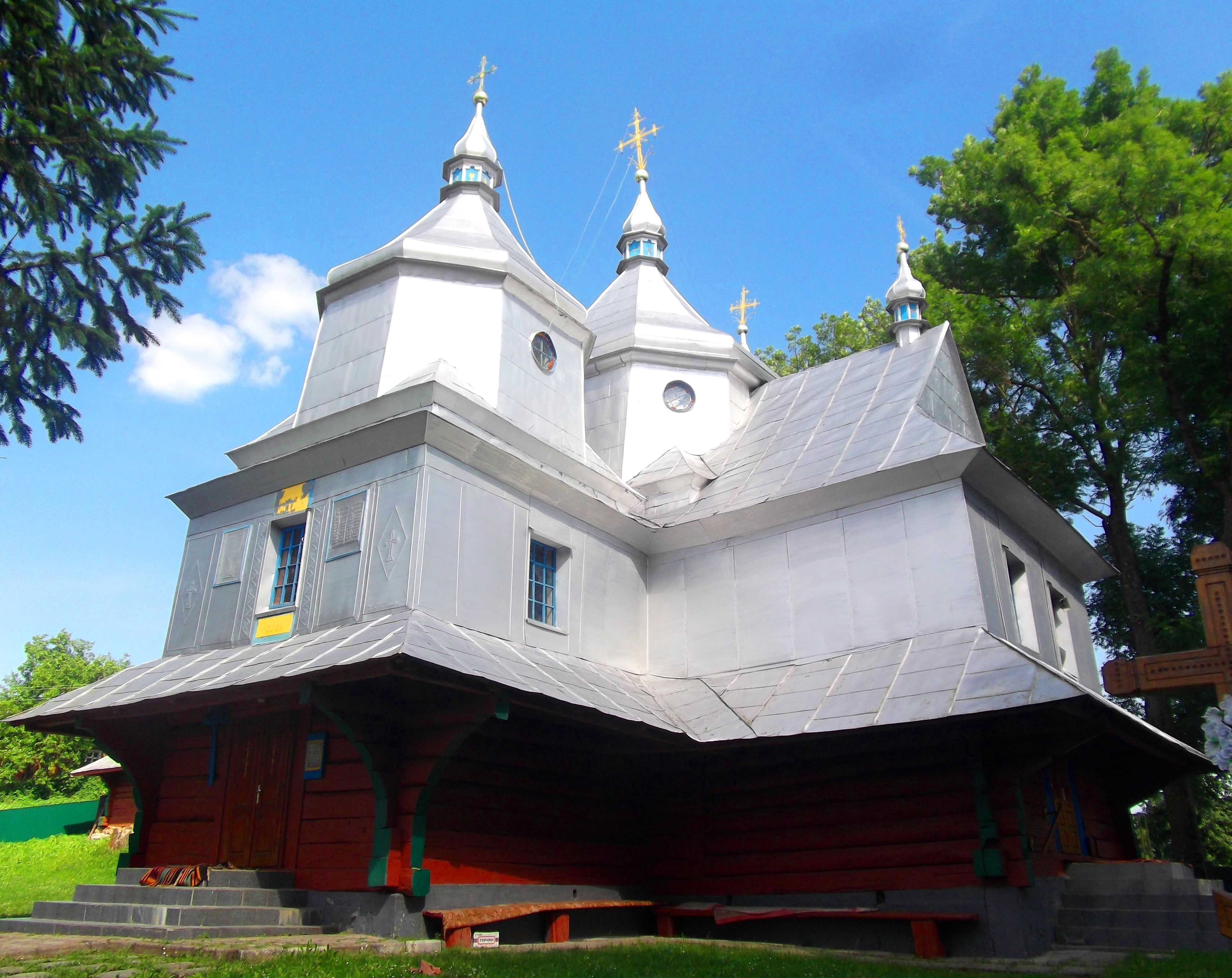
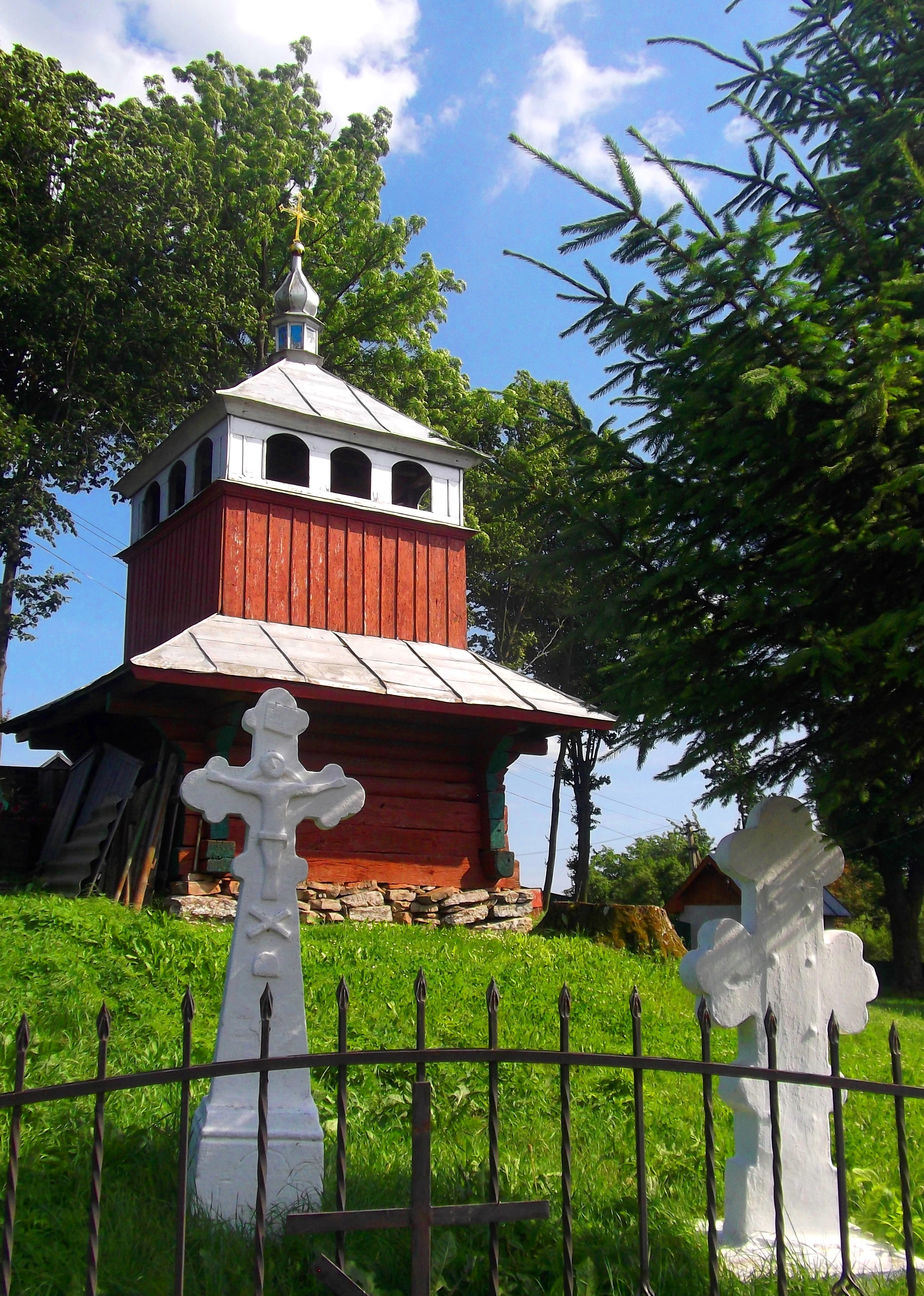
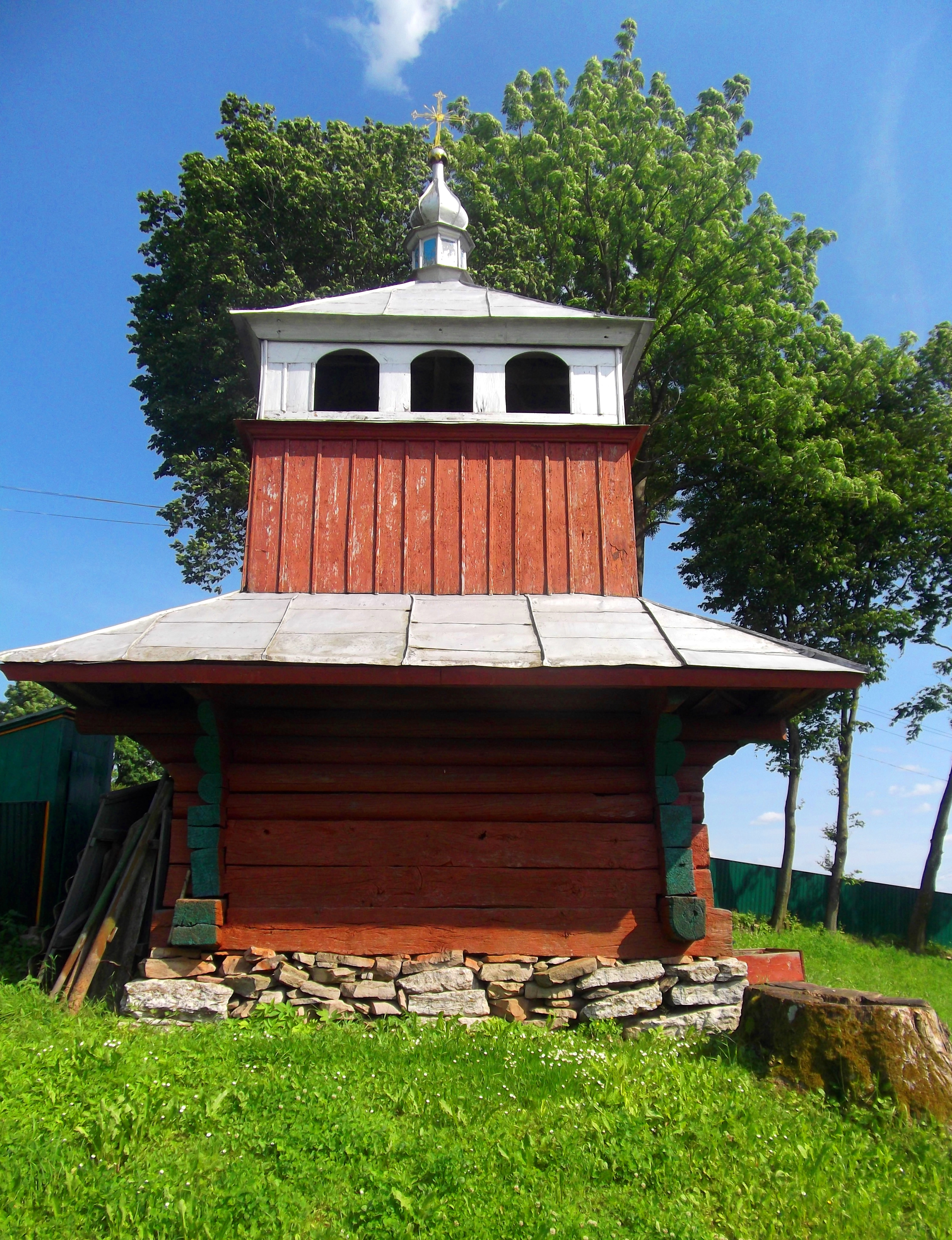